# Chrétien Alexandre de Moÿ
Chrétien Alexandre de Moÿ est un homme politique français né le 7 avril 1750 à Saint-Mihiel (Meuse) et décédé le 5 décembre 1833 à Saint-Germain-en-Laye (Yvelines).
Issu d'une famille noble, il est destiné dès le plus jeune âge à l'état ecclésiastique. Il devient curé de Saint-Laurent, à Paris, en 1783, remplaçant l'un de ses frères, devenu trésorier-prélat de la Saint-Chapelle. Élu comme suppléant à l'assemblée législative en 1791, il est appelé à siéger le 17 avril 1792 comme député de la Seine. Il s'oppose la constitution civile du clergé. En 1803, il est nommé censeur au lycée de Caen, puis professeur de philosophie à la faculté de Besançon en 1809.

## Sources
- « Chrétien Alexandre de Moÿ », dans Adolphe Robert et Gaston Cougny, Dictionnaire des parlementaires français, Edgar Bourloton, 1889-1891 [détail de l’édition]